# Księstwo Bawarii-Ingolstadt

Wspólny herb książąt Bawarii i elektorów Palatynatu

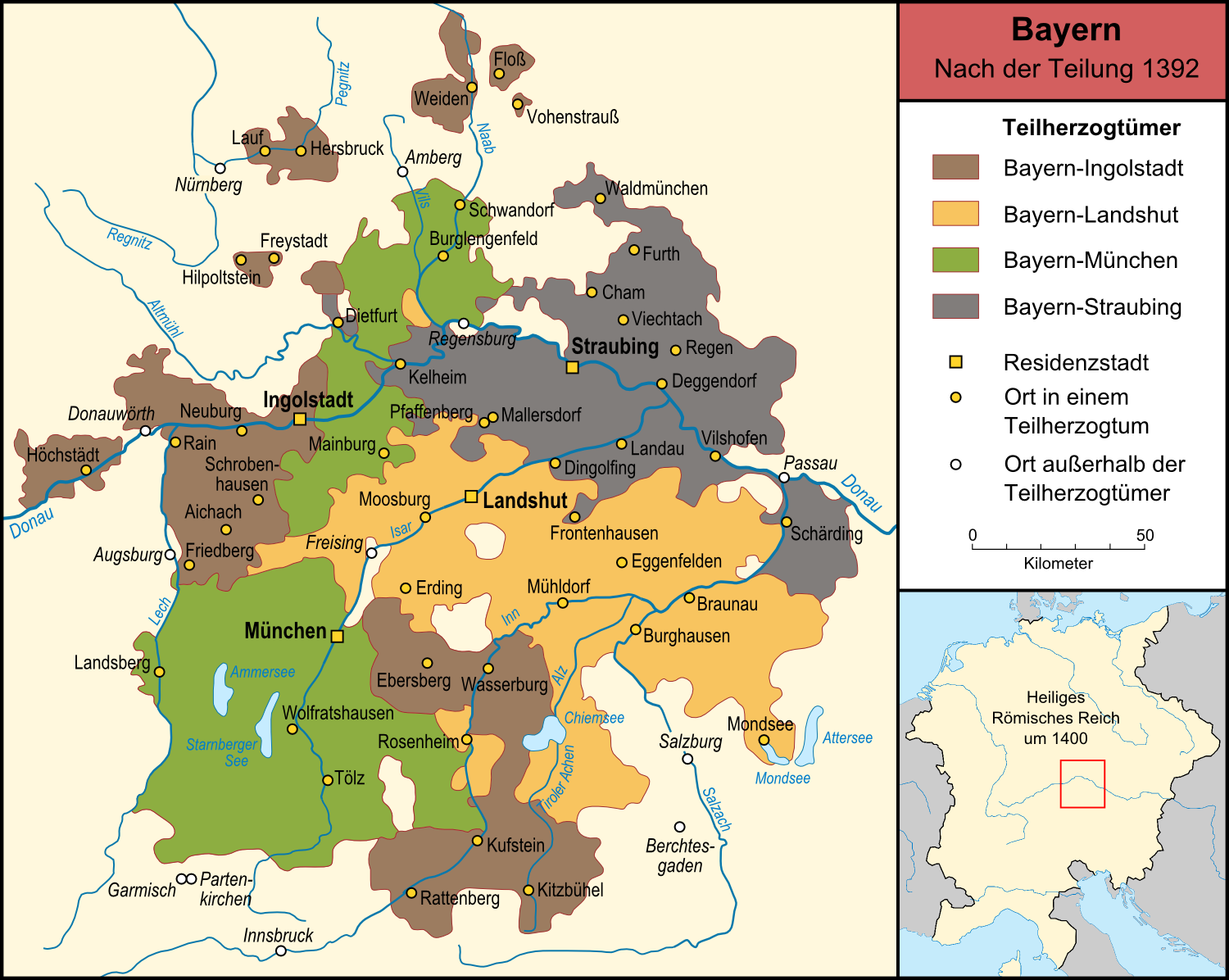
Cztery księstwa bawarskie po podziale kraju w 1392 (Bawaria-Ingolstadt brązowe)

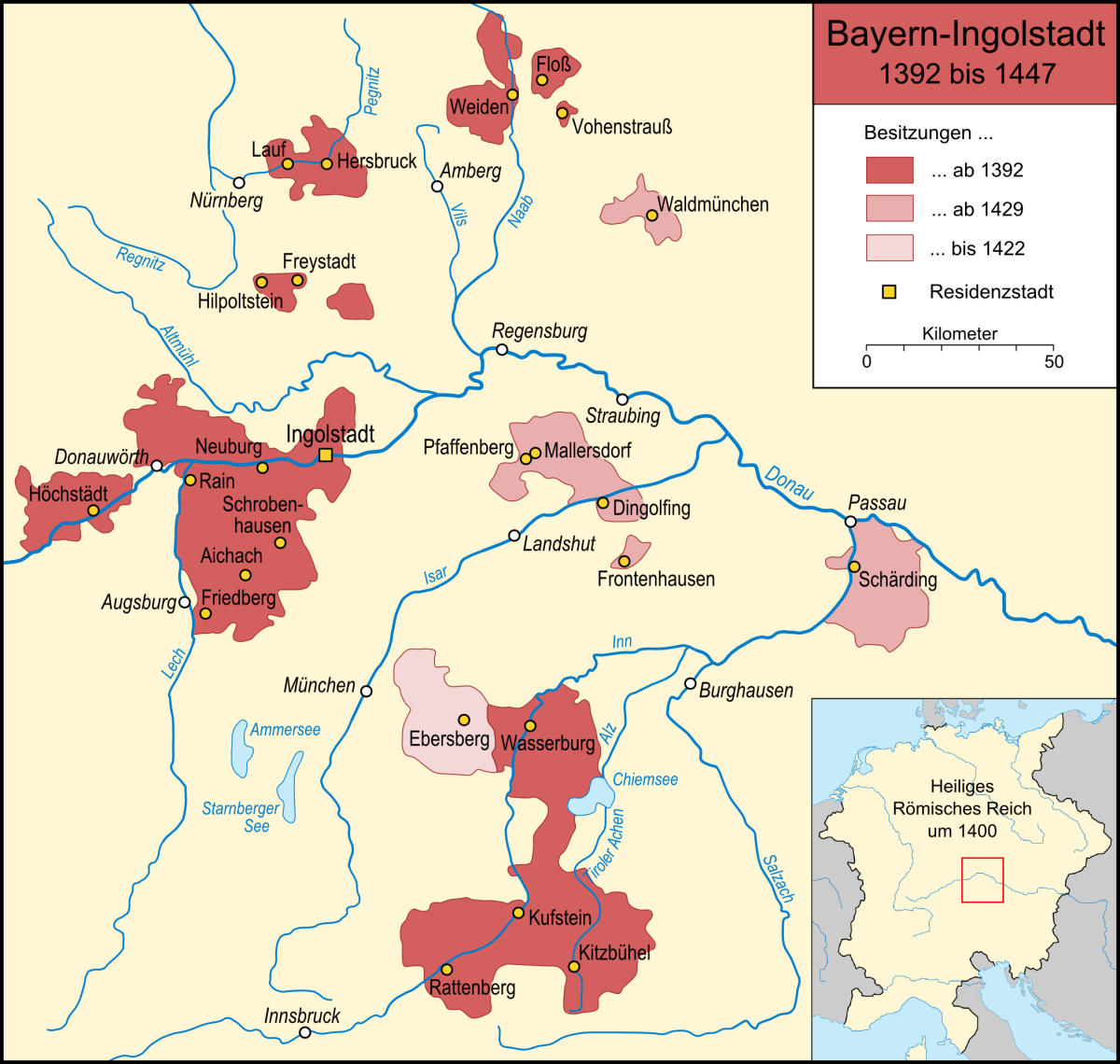
Rozwój terytorialny księstwa Bawarii-Ingolstadt po 1392 r. (kolory od góry: posiadłości od 1392 r., od 1429 r., do 1422 r.)

Księstwo Bawarii-Ingolstadt (niem. Teilherzogtum Bayern-Ingolstadt, też: Oberbayern-Ingolstadt) – niemieckie księstwo istniejące w latach 1392–1447 w ramach Świętego Cesarstwa Rzymskiego, rządzone przez przedstawicieli dynastii Wittelsbachów.
Powstało, podobnie jak Księstwo Bawarii-Monachium, w 1392 roku w wyniku tzw. trzeciego podziału Bawarii, podczas którego oba te księstwa wydzielono z istniejącego od 1353 r. Księstwa Bawarii-Landshut. Nie stanowiło jednolitej całości i składało się z kilkunastu rozłącznych obszarów rozsianych w dolinach rzek Dunaj, Lech i Inn oraz w rejonie Nordgau. Miastem rezydencjalnym było Ingolstadt.

## Historia
Po śmierci Stefana II w 1375 r. jego synowie Stefan III, Fryderyk i Jan II wspólnie rządzili Księstwem Bawarii-Landshut. Po siedemnastu latach bracia zdecydowali się jednak na formalny podział spadku. W 1392 r. Jan otrzymał Księstwo Bawarii-Monachium, Stefan otrzymał Księstwo Bawarii-Ingolstadt, a Fryderyk zachował to, co pozostało z Księstwa Bawarii-Landshut.
Po śmierci Stefana III w 1413 r. księstwo było rządzone przez jego syna Ludwika VII Brodatego. Za czasów tych dwóch władców rozbudowane zostało Ingolstadt. M.in. zbudowany został Nowy Zamek i kościół Najświętszej Marii Panny (niem. Liebfrauenmünster). Ludwik promował sztukę i unowocześniał administrację, ale był też zaangażowany w liczne spory z sąsiadami, z którymi poniósł poważną klęskę w wojnie bawarskiej w latach 1420–1422.
W 1429 roku, kilka lat po bezpotomnej śmierci Jana III, władcy księstwa Bawarii-Straubing, jego ziemie decyzją króla Niemiec Zygmunta Luksemburskiego (tzw. sąd arbitrażowy w Preszburgu – niem. Preßburger Schiedsspruch) zostały rozdzielone pomiędzy pozostałe księstwa bawarskie, w tym i księstwo Bawarii-Ingolstadt.
Ludwik Brodaty zmarł jako więzień swojego długoletniego rywala Henryka XVI Bogatego z Bawarii-Landshut, który w 1447 roku ponownie zjednoczył ziemie Bawarii-Ingolstadt z księstwem Bavaria-Landshut.